# SN 2005dm
SN 2005dm – supernowa typu Ia-pec odkryta 26 sierpnia 2005 roku w galaktyce IC 219. W momencie odkrycia miała maksymalną jasność 17,60m.